# Арделян, Николай Васильевич
Никола́й Васи́льевич Арделя́н (род. 1953—12.12.2019) — математик, доктор физико-математических наук, заслуженный научный сотрудник МГУ, ведущий научный сотрудник факультета ВМК МГУ.

## Биография
Окончил факультет ВМК МГУ (1975) и аспирантуру факультета ВМК (1978).
Защитил диссертацию «Численные методы решения задач магнитной гидродинамики и их применение в астрофизике» на степень кандидата физико-математических наук (1979).
Защитил диссертацию «Операторно-разностные схемы магнитной газовой динамики» на степень доктора физико-математических наук (1992).
В Московском университете работает с 1978 года. Сотрудник НИВЦ МГУ (1978—1981). Научный сотрудник факультета ВМК (1982—1992), ведущий научный сотрудник (с 1993).
Область научных интересов: теоретические основы операторно-разностных методов численного решения задач математической физики, численное моделирование задач магнитной газовой динамики и механики сплошной среды.
Автор 4-х книг и более 160 научных статей.  Подготовил 5 кандидатов физико-математических наук.
Заслуженный научный сотрудник МГУ (2003).